# 1 (số)
1 (một) là một số tự nhiên nằm ngay sau số 0 và nằm ngay trước số 2. 1 là số đầu tiên trong tập hợp N*.
| Phép nhân | 1 | 2 | 3 | 4 | 5 | 6 | 7 | 8 | 9 | 10 | 11 | 12 | 13 | 14 | 15 | 16 | 17 | 18 | 19 | 20 | 21 | 22 | 23 | 24 | 25 | 50 | 100 | 1000 |
| --------- | - | - | - | - | - | - | - | - | - | -- | -- | -- | -- | -- | -- | -- | -- | -- | -- | -- | -- | -- | -- | -- | -- | -- | --- | ---- |
| 1 × x     | 1 | 2 | 3 | 4 | 5 | 6 | 7 | 8 | 9 | 10 | 11 | 12 | 13 | 14 | 15 | 16 | 17 | 18 | 19 | 20 | 21 | 22 | 23 | 24 | 25 | 50 | 100 | 1000 |

Phép chia:
| Phép chia | 1   | 2   | 3    | 4     | 5        | 6        | 7        | 8     |
| --------- | --- | --- | ---- | ----- | -------- | -------- | -------- | ----- |
| 1 ÷ x     | 1   | 0.5 | 0.3  | 0.25  | 0.2      | 0.16     | 0.142857 | 0.125 |
| x ÷ 1     | 1   | 2   | 3    | 4     | 5        | 6        | 7        | 8     |
| Phép chia | 9   | 10  | 11   | 12    | 13       | 13       | 14       | 15    |
| 1 ÷ x     | 0.1 | 0.1 | 0.09 | 0.083 | 0.142857 | 0.142857 | 0.125    | 0.1   |
| x ÷ 1     | 9   | 10  | 11   | 12    | 13       | 13       | 14       | 15    |

Lũy thừa:
| Lũy thừa | 1  | 2  | 3  | 4  | 5  | 6  | 7  | 8  | 9  | 10 | 11 | 12 | 13 |
| -------- | -- | -- | -- | -- | -- | -- | -- | -- | -- | -- | -- | -- | -- |
| 1x       | 1  | 1  | 1  | 1  | 1  | 1  | 1  | 1  | 1  | 1  | 1  | 1  | 1  |
| x1       | 1  | 2  | 3  | 4  | 5  | 6  | 7  | 8  | 9  | 10 | 11 | 12 | 13 |
| Lũy thừa | 14 | 14 | 15 | 15 | 16 | 16 | 17 | 17 | 18 | 18 | 19 | 19 | 20 |
| 1x       | 1  | 1  | 1  | 1  | 1  | 1  | 1  | 1  | 1  | 1  | 1  | 1  | 1  |
| x1       | 14 | 14 | 15 | 15 | 16 | 16 | 17 | 17 | 18 | 18 | 19 | 19 | 20 |

## Trong toán học
Số 1 có một số tính chất số học đặc biệt:
- Số 1 nhân với bất cứ số nào cũng cho kết quả bằng chính số đó: {\displaystyle \forall }n, n × 1 = 1 × n = n.
- Số 1 là ước của mọi số tự nhiên.
- 0,9999999... = 1 (Chứng minh: {\displaystyle {\frac {1}{3}}+{\frac {2}{3}}=1<=>0,3333333...+0,66666666...=0,99999999...=1}).
Hoặc {\displaystyle 1:3=0,3333333...<=>0,3333333\times 3=0,9999999...=1})
- Mọi số đều viết được dưới dạng phân số với tử số là số đó còn mẫu số là 1.
- Một số bất kì viết được dưới dạng số đó mũ 1.
- {\displaystyle a^{0}=1} với mọi {\displaystyle a\not =\ 0}.
- {\displaystyle {a \over a}=1} với mọi {\displaystyle a\not =\ 0}.
- {\displaystyle {a \over 1}=a} với mọi {\displaystyle a}.
- {\displaystyle {\sqrt[{a}]{1}}=1} với mọi {\displaystyle a\not =\ 0}.
- {\displaystyle 1^{a}=1} với mọi {\displaystyle a}.
- {\displaystyle a^{1}=a} với mọi {\displaystyle a}.
- {\displaystyle {\sqrt[{1}]{a}}=a} với mọi {\displaystyle a}.
- {\displaystyle 1=0!} (Chứng minh: Áp dụng công thức: {\displaystyle x!=(x-1)!\times x}, ta có: {\displaystyle 1!=(1-1)!\times 1<=>1=0!}).

## Trong hóa học
- 1 là số hiệu nguyên tử của nguyên tố Hiđrô (H).[1]

## Trong phong thủy
Số 1 tượng trưng cho sự riêng biệt, độc nhất và duy nhất. Nó đại diện cho một người có quyền thế, nhiều tham vọng và có khả năng chỉ đạo. Những người như thế thường là những vị vua, vị tướng giỏi, tuy nhiên, những người như thế thường sống độc thân.

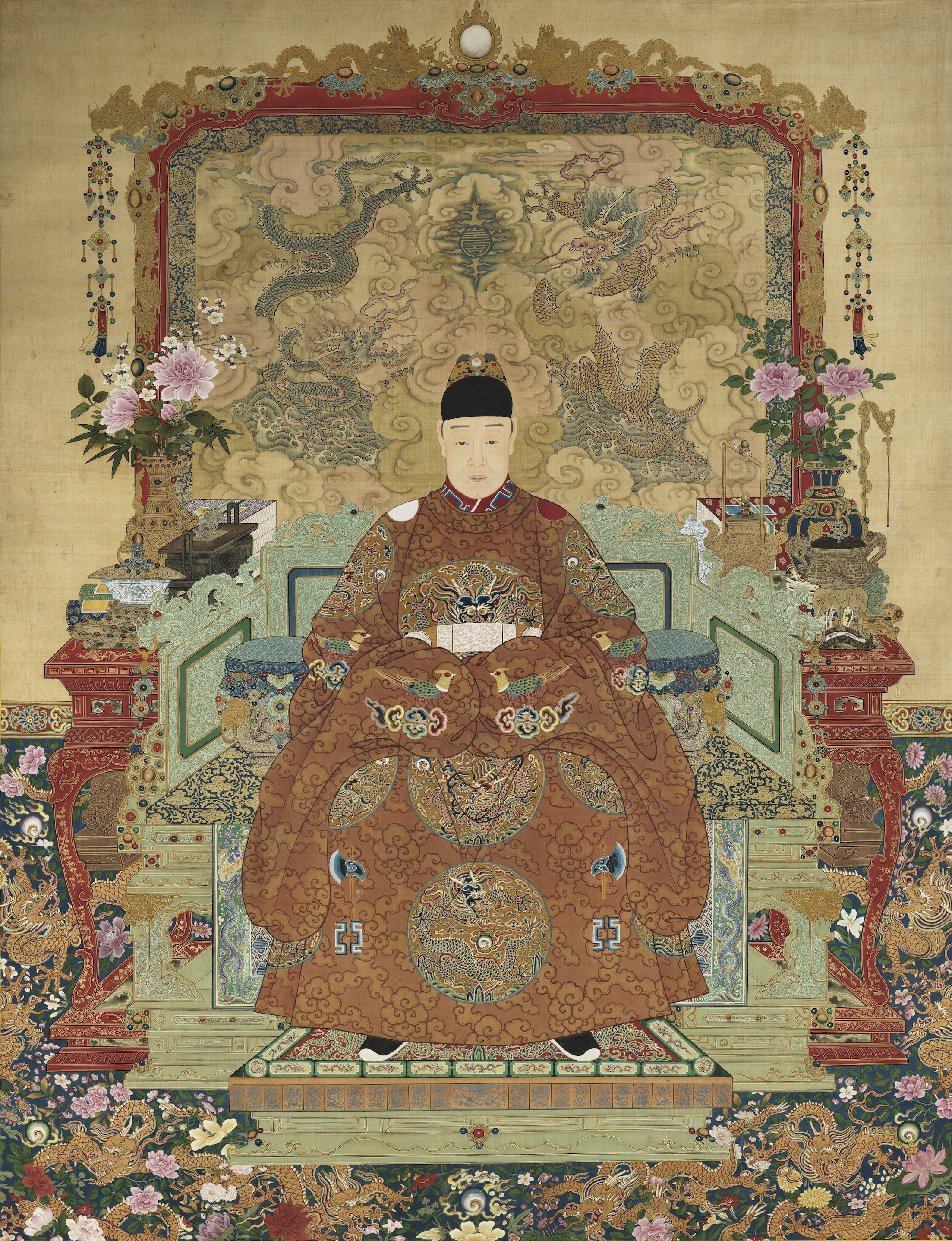
Số 1 tượng trưng cho sự lãnh đạo, quyền thế